# Cesuur (muziek)
Een cesuur (Latijn insnijding) is een heel kleine pauzering waarmee frasering wordt aangebracht tijdens de uitvoering van een muziekstuk. De meeste cesuren worden niet door de componist voorgeschreven maar overgelaten aan de uitvoerder. Als een cesuur wordt genoteerd, dan is dat meestal met een komma of verticaal streepje boven, of in de notenbalk. De cesuur bevindt zich doorgaans op een punt in de melodie waar twee motieven van elkaar gescheiden worden.